# Kaarel Kiidron
Kaarel Kiidron (Urvaste, 30 aprile 1990) è un ex calciatore estone, di ruolo difensore.